# Superkupa Shqiptar 2011
La Superkupa Shqiptar 2011 è stata la 18ª edizione della supercoppa albanese.
La partita fu disputata dallo Skënderbeu, vincitore del campionato, e dal KF Tirana, vincitore della coppa.
Questa edizione si giocò allo Stadiumi Skënderbeu di Coriza e vinse il KF Tirana 1-0.
Per la squadra della capitale è il nono titolo, vinto grazie ad un gol nel secondo tempo.
L'incontro iniziò con un'ora di ritardo e fu brevemente interrotta al decimo minuto per gli scontri tra i tifosi.

## Tabellino
| Arbitro: | Enea Jorgji |

|  |           |           |
|  | Marcatori | 63’ Balaj |